# Aleš Avbreht
Aleš Avbreht, slovenski politik in odvetnik, * 24. januar 1971, Ljubljana.
Je univerzitetni diplomirani pravnik in kandidat za župana Ljubljane za Lokalnih volitvah 2014.
Leta 2000 je skupaj s Borutom Zajcem ustanovil odvetniško pisarno.